# Carnaval de Portugal

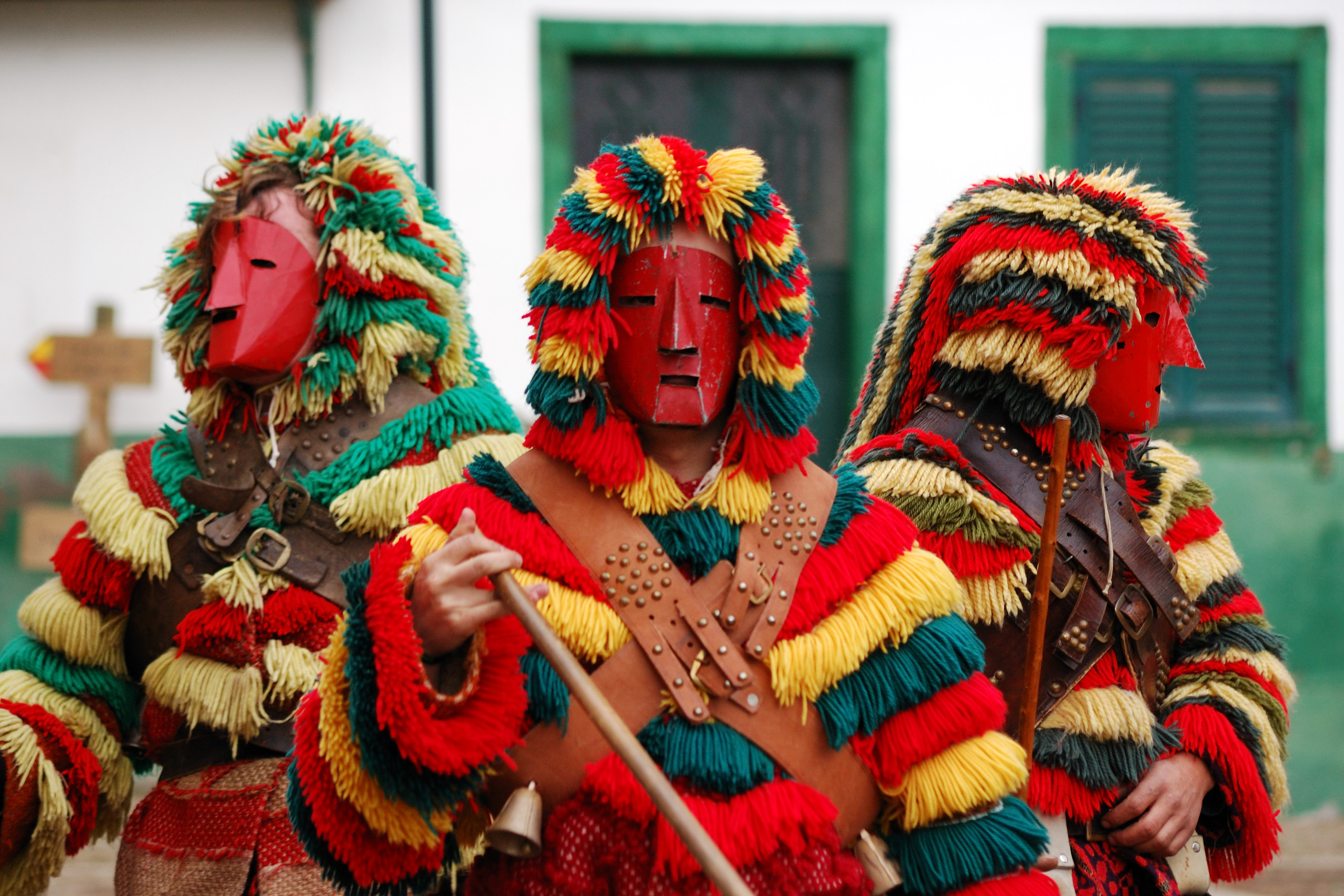
Os tradicionais Caretos de Podence.

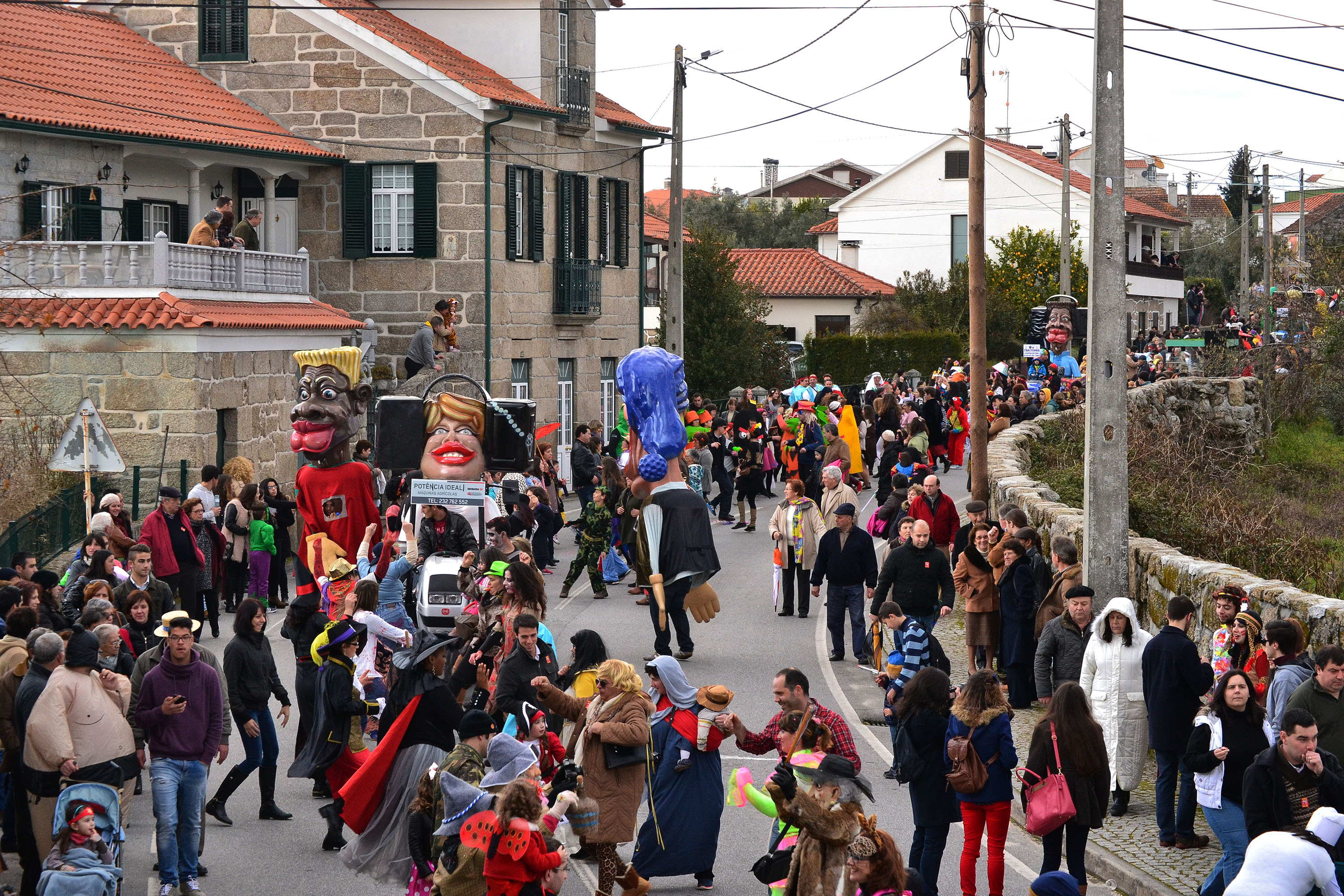
Tradicional Carnaval Dança dos Cus em Cabanas de Viriato.

O Carnaval de Portugal possui uma longa tradição carnavalesca e raízes milenares, sendo ainda hoje um dos mais importantes "ciclos" festivos do país.
Comemorado em Portugal desde o século XV, o entrudo foi exportado pelos portugueses para a então colónia do Brasil, de onde regressaram no Século XX os elementos modernos do samba, que atualmente influenciam o Carnaval de algumas localidades portuguesas. Segundo alguns autores e historiadores, o Carnaval da Madeira, em Portugal, que remonta ao período áureo da produção de açúcar, no século XVI, e a sua ligação aos escravos enquanto porto de passagem de bens e pessoas, teria acompanhado a expansão do comércio internacional açucareiro no Atlântico a partir daquela ilha, influenciando as tradições carnavalescas do Brasil com as tradições e expressões lúdicas madeirenses.
Ainda que seja uma festa com maior destaque nos meios urbanos (onde é mais frequente a influência do Carnaval do Brasil), possui ainda características e tradições próprias, mais evidentes no Carnaval das zonas rurais do interior do país. Com características próprias em cada localidade, os carnavais portugueses mais notórios são o de Ovar, Estarreja, Madeira, Loures, Nazaré, Podence, Loulé, Sesimbra, Sines, Elvas, Torres Vedras e Canas de Senhorim.
Apesar da longa tradição em Portugal, em 2021, a Assembleia da República chumbou a estabilização do dia de Carnaval como um feriado nacional obrigatório.

## Carnavais por localidade

### Ovar

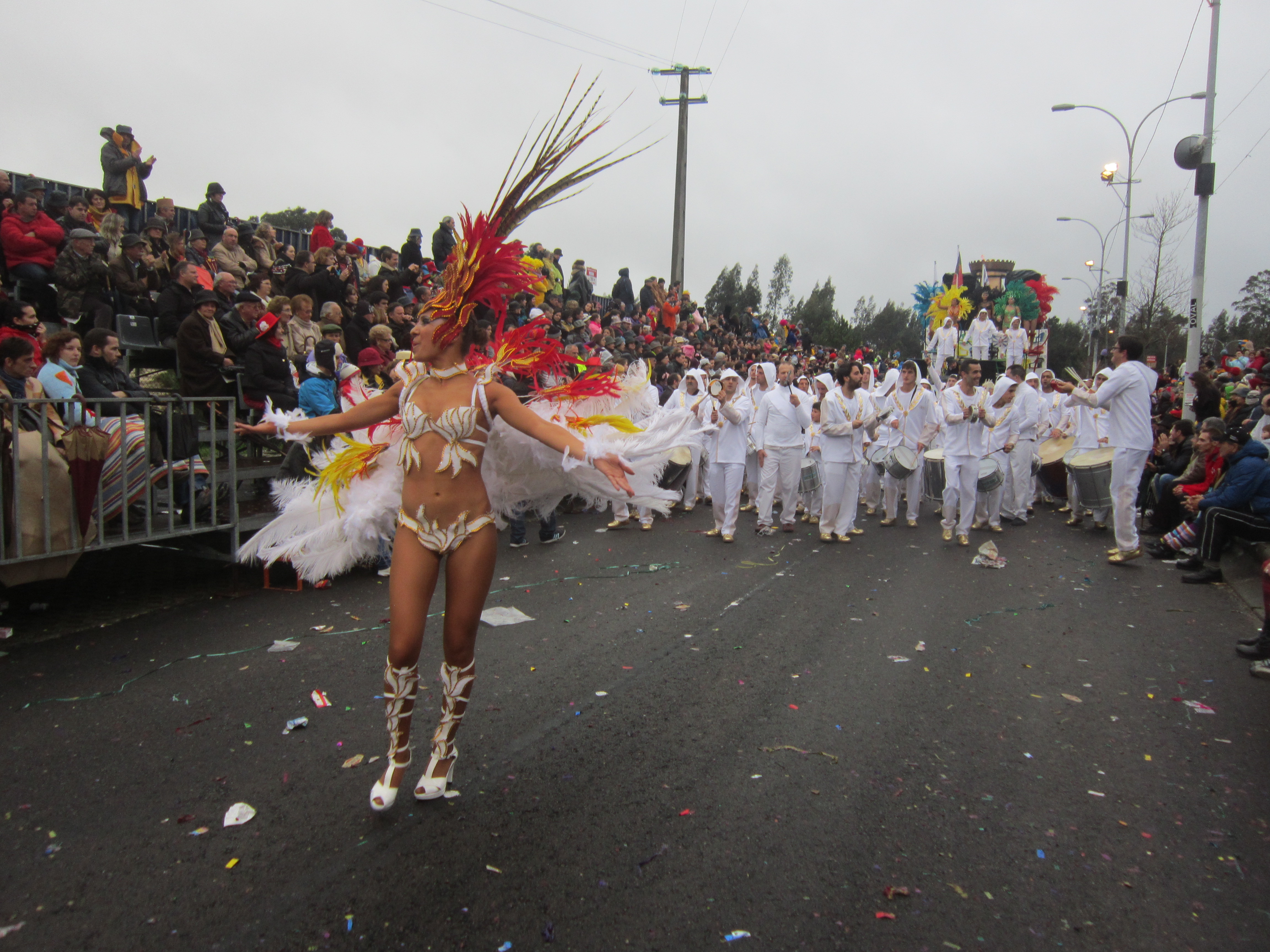
Uma das Escolas de Samba de Ovar.

O Carnaval de Ovar (também conhecido por Vitamina da Alegria) é um dos maiores eventos deste género em Portugal. Organizado desde 1952, atrai anualmente milhares de visitantes (recentemente, mais de 100 mil pessoas), decorrendo em eventos agendados durante, sensivelmente, um mês, embora a sua preparação seja antecedida por vários meses. Os principais eventos são os três Corsos Carnavalescos, e a Noite Mágica, um evento noturno que reúne milhares de foliões no centro da cidade, numa festa que dura até ao amanhecer do dia seguinte.
Participam no Carnaval de Ovar mais de 2000 figurantes, na sua maioria, habitantes do município de Ovar. Para além de participarem de forma voluntária na preparação dos adereços que integram os vários desfiles, estes elementos pagam ainda quotas anuais (este valor varia consoante o Grupo), de forma a completar o financiamento concedido pela Câmara Municipal. Os Grupos de Carnaval que desfilam em Ovar, para classificação, organizam-se em 4 Escolas de Samba, 14 Grupos Carnavalescos e 6 Grupos de Passerelle.
Não se conhece o início das tradições Carnavalescas em Ovar. Os periódicos vareiros referem-se ao Carnaval de Ovar em 1887, designadamente “O Ovarense”, que entre outros refere “Tem decahido muito a animação d’este bello tempo dedicado aos divertimentos populares. De anno para anno se nota uma diferença considerável; esta diferença, porém, é geral”.

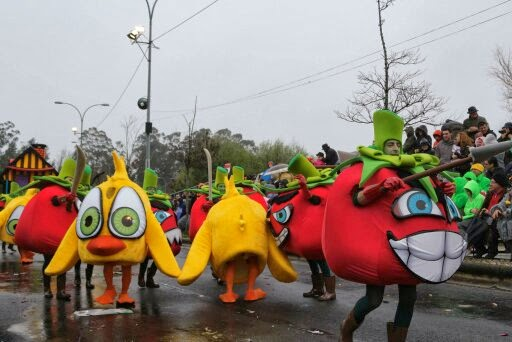
Grupo "Os Hippies", de Ovar.

Em 1952, procedeu-se à institucionalização e exploração do Carnaval como cartaz turístico. Assim, neste ano, a 24 de fevereiro, realizou-se o primeiro cortejo de domingo gordo, organizado e concebido pelo arquiteto Aníbal Emanuel da Costa Rebelo, do Porto, José Alves Torres Pereira, da Póvoa do Varzim e José Maria Fernandes da Graça, de Ovar.
A década de 1950 foi marcada pelo chamado Carnaval Sujo, um importante marco do Carnaval Vareiro. Durante mais ou menos 60 minutos (entre o soar de dois sinais sonoros – não se sabe se seria a sirene dos bombeiros ou os sinos da Igreja Matriz), o centro da então vila de Ovar transformava-se num autêntico campo de batalha e instalava-se a mais completa, nevoenta e barulhenta anarquia.
A década de 1980 marcou o aparecimento do samba e do Cortejo Infantil no Carnaval Vareiro. A Costa de Prata desfilou, como projeto de escola de samba, em 1983. Em 1989, eram já seis as Escolas de Samba a desfilar. Ainda na década de 80, foi fundado o grupo Axu-mal, uma congregação de grupos piadísticos que se mantém até aos dias de hoje.
Em 2013, foi inaugurada a Aldeia do Carnaval. A construção deste equipamento surgiu da necessidade de criar um espaço que pudesse albergar os locais de trabalho dos vinte Grupos de Carnaval e quatro Escolas de Samba, dadas as dificuldades, resultantes do crescimento da cidade, em mantê-las no tecido urbano. Concentrou-se assim, num único espaço, atividades relacionadas com a preparação do Carnaval, que envolvem design, quer de vestuário, quer de elementos alegóricos, o desenvolvimento de estruturas mecânicas de apoio ao desfile, a experimentação de novas tecnologias, a música, a dança, o teatro de rua.

### Estarreja

Escola de samba "Os Morenos", de Estarreja.

O Carnaval de Estarreja é um dos principais carnavais do Distrito de Aveiro, realizado anualmente em Estarreja e contando com vários desfiles e eventos.
No início do século XX, os estarrejenses faziam sair à rua, ainda que de forma tímida, a crítica social que contrastava com os característicos bailaricos que reuniam a mais alta sociedade da então Vila de Estarreja.
Em 1903, regista-se a primeira inscrição na imprensa local sobre a realização do desfile da “Batalha de Flores que muito animou a terra habituada a este género”. Estava já de tal forma enraizada a tradição que, pelos anos seguintes, a batalha foi continuando a sair para a rua. Obra de vários beneméritos que despendiam, à época, pequenas fortunas para que o povo da sua terra pudesse celebrar o Carnaval, indo até contra a vontade da Igreja que condenava este ritual pagão.
Em 1986, o Carnaval conheceu o primeiro grupo de folia. Longe do bairrismo que caracterizava as participações no corso carnavalesco, os Pimpões vieram imprimir uma nova dinâmica ao trabalho dos grupos apeados, com a introdução de novas ideias e diferentes métodos de trabalho. Estava dado o passo rumo ao final dos grupos de lugares e ao aparecimento de dezenas de novos grupos de folia.
Os anos 80 assinalaram a chegada do samba ao Carnaval de Estarreja. Numa noite de Marchas Luminosas, um grupo de rapazes mascarados e apaixonados pelos ritmos brasileiros levou para a rua aquele que viria a ser o primeiro grupo de samba estarrejense. Nasciam assim os Carecas, em 1986, formado exclusivamente por elementos masculinos. Um ano mais tarde, já com raparigas, os Carecas e as Carequinhas mudavam o rumo do Carnaval de Estarreja. Nos anos seguintes nasciam novos grupos de samba: Vai Quem Quer, Trepa de Estarreja, Os Morenos, Côco Tropical, Bem Bom e, mais recentemente, a Tribal.
Atualmente, para além dos Corsos Carnavalescos, decorre anualmente em Estarreja o Troféu Nacional de Samba, uma competição de reúne as Escolas de Samba vencedoras dos carnavais de Portugal, com o âmbito de coroar a campeã nacional.

### Madeira

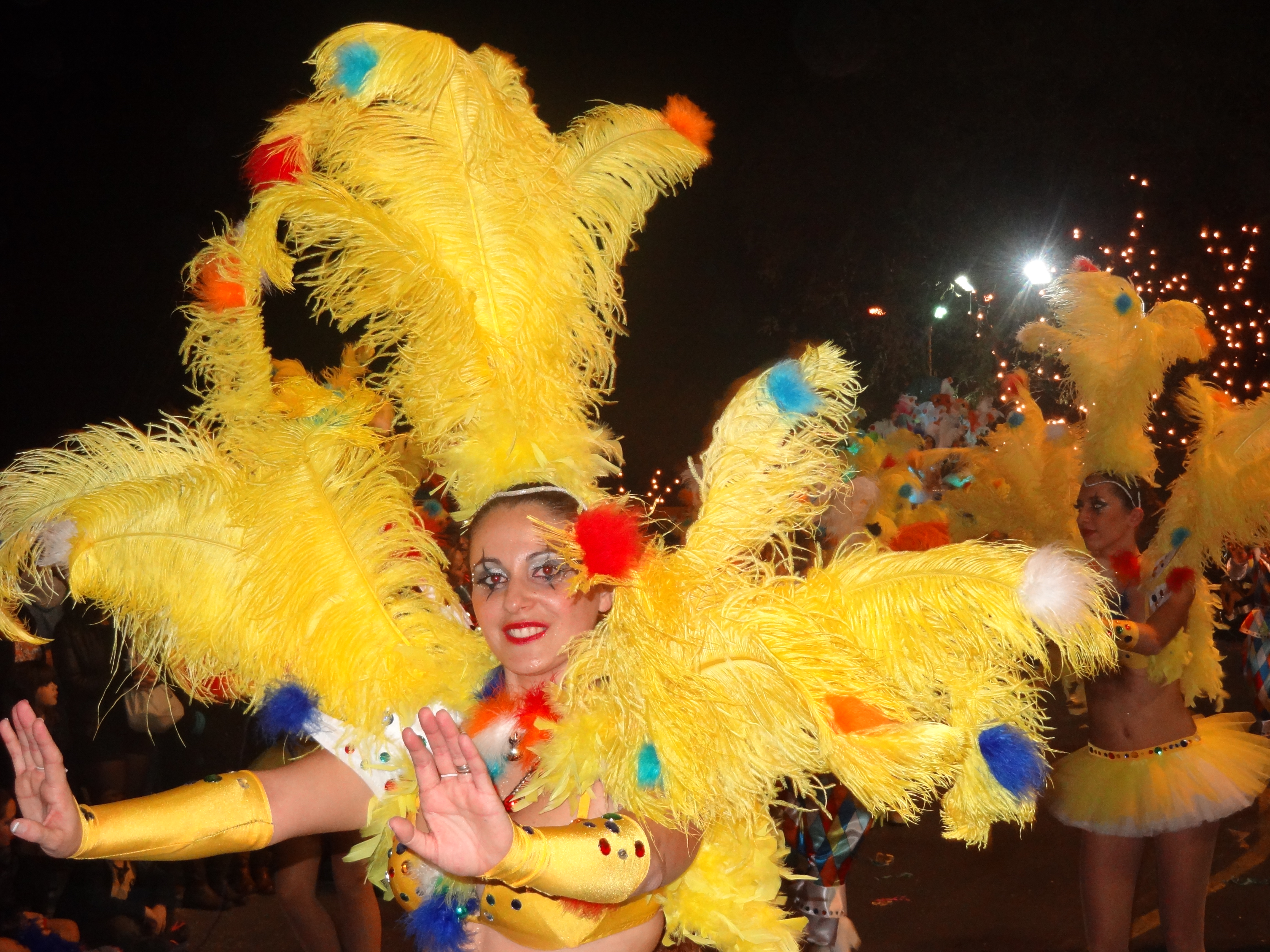
Carnaval da Madeira, em 2013.

O Carnaval da Madeira é um conjunto de festividades de Carnaval que ocorrem na sexta que antecede o Entrudo e vão até terça-feira de Carnaval, um pouco por toda as freguesias da região. As Festas de Carnaval da Madeira procuram manter intactas as raízes marcadamente populares. Na Madeira é tradição haver dois grandes cortejos de Carnaval: o Cortejo Alegórico e o Trapalhão, ambos realizados no Funchal. Segundo alguns autores e historiadores, as origens do Carnaval madeirense, em Portugal, que remontam ao período áureo da produção de açúcar, no século XVI, a sua ligação aos escravos enquanto porto de passagem de bens e pessoas, quando se iniciou a expansão do comércio internacional açucareiro no Atlântico a partir daquela ilha, com ele viajaram também as tradições e expressões lúdicas regionais. o que influenciou intrinsecamente as então festividades carnavalescas do Brasil,

### Loures
O Carnaval de Loures (também conhecido por Carnaval Saloio) é um dos maiores carnavais da região de Lisboa. Embora já desde os primeiros anos do século XX o Carnaval se celebrasse em Loures com alguma dimensão, 1934 é a data oficial do início das suas comemorações. Contudo, anos mais tarde, por ordem de um deputado da Assembleia Nacional Constituinte da época, este Carnaval foi proibido, dada a enorme popularidade que tinha alcançado. Só na década de 1970 o Carnaval voltou a realizar-se em Loures. Posteriormente, voltou a parar e ao longo dos anos sofreu diversas interrupções, até ao século XXI.
Em maio de 2000, foi criada a Associação do Carnaval de Loures, com o apoio fundamental da Junta de Freguesia e da Câmara Municipal. Este Carnaval conta atualmente com mais de 1800 figurantes e 15 carros alegóricos no seu desfile carnavalesco, e os seus festejos atraem à cidade dezenas de milhares de pessoas, todos os anos. O Carnaval de Loures envolve ainda o chamado Baile Trapalhão, o Enterro do Rei do Carnaval (momento mais tradicional e satírico) e animação noturna, entre outras atividades, durante os 5 dias de Carnaval.

### Região Norte

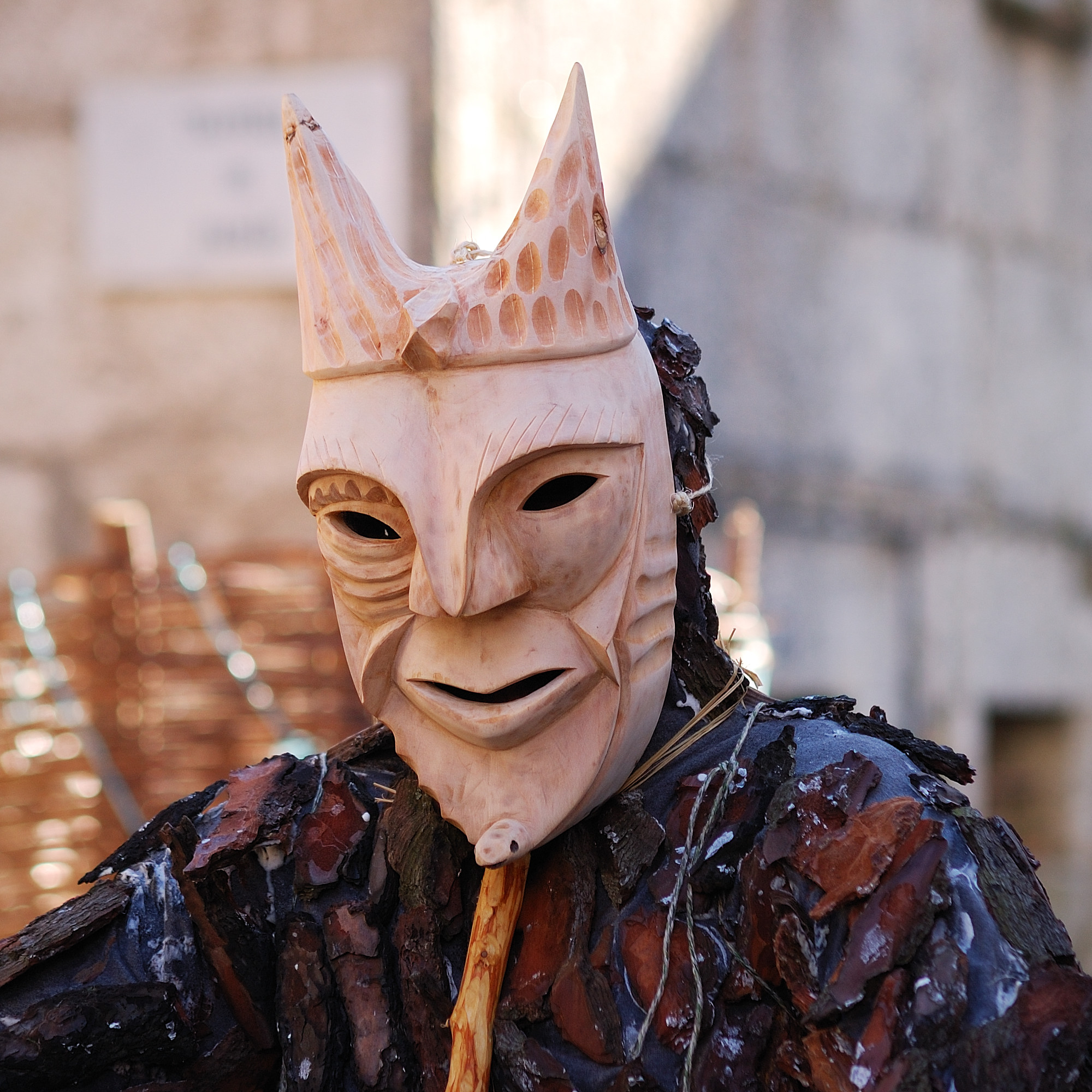
Máscara tradicional de Carnaval de Lazarim

Em Lazarim e Podence, pertencente ao concelho de Lamego, decorre anualmente um dos Carnavais mais genuinamente portugueses, com tradições ancestrais. As principais atrações deste entrudo são as tradicionais máscaras de madeira, esculpidas por artesãos da vila. O Carnaval em si é uma uma herança romana, com uma mistura de tradições que remontam aos primeiros povos a habitar a região (como os Celtas e Suevos) e inspiração em figuras da mitologia pagã.[carece de fontes?]

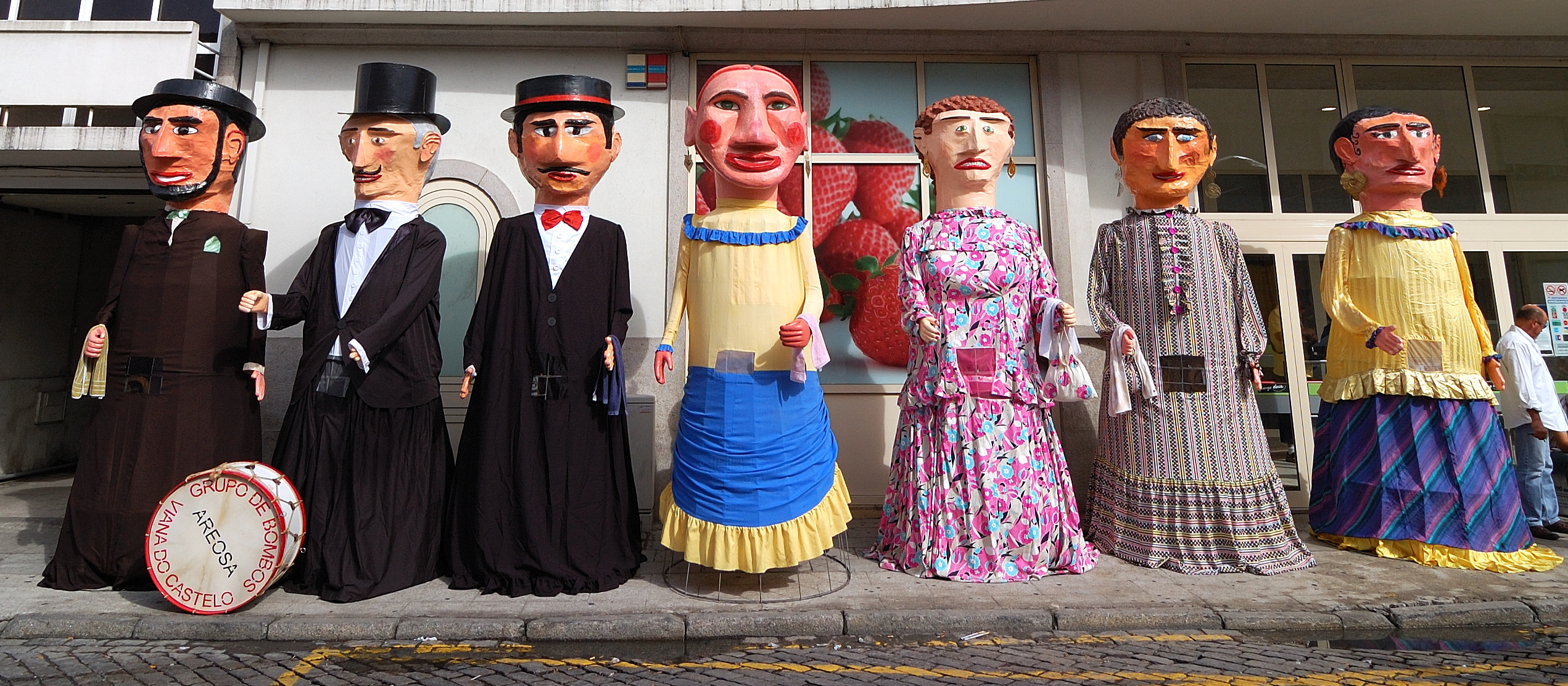
Gigantones (ou Cabeçudos) em Viana do Castelo

As máscaras de madeira eram, por vezes, revestidas com pele de coelho e ornamentadas com cobras e sardões apanhados no inverno, que eram pregados às máscaras, para que estas adquirissem um aspeto mais aterrorizante. O entrudo também é celebrado em algumas regiões do Minho. Faz-se o enterro do mesmo na noite da terça-feira de Carnaval, com um cortejo fúnebre (com direito a carpideiras), sendo depois lido o Testamento do Entrudo. Este consiste num discurso satírico que tem como alvo diversas figuras de relevo, desde o Presidente da Junta ao Presidente da República. É também tradição os homens vestirem-se de mulheres e as mulheres de homem, ganhando a fantasia cujo folião não tenha sido possível identificar. É também habitual a presença dos tradicionais Gigantones.[carece de fontes?]

### Sesimbra
O Carnaval de Sesimbra é organizado pela Câmara Municipal e conta com a participação de 6 Escolas de Samba e 2 grupos recreativos.
Meses antes do Carnaval, a azáfama nas sedes das Escolas de Samba e Grupos  começa a mobilizar os participantes. Os ensaios sucedem-se, ouve-se o som dos tambores e pandeiros e praticam-se as coreografias e os enredos. Sesimbra vive o Carnaval de forma intensa. Não só pelos milhares de visitantes que se deslocam ao concelho para assistir aos desfiles, mas também porque toda a comunidade está empenhada em fazer desta altura do ano um momento-chave no calendário do município.[carece de fontes?]
As seis escolas de samba e os dois grupos são associações locais que trabalham, voluntariamente, para mostrar a alegria e o brilho próprios desta época festiva. Trata-se de um Carnaval verdadeiramente popular, que espelha a força de vontade das suas associações.[carece de fontes?]

### Torres Vedras
O Carnaval de Torres é uma das festividades de carnaval que se mantêm fiéis às tradições da comemoração do entrudo em Portugal. Este carnaval distingue-se pela participação espontânea e massiva dos seus cidadãos, que o apelidam de "mais português de Portugal".
Atualmente, o Carnaval de Torres é organizado pela Câmara Municipal, pela Real Confraria do Carnaval de Torres e pela empresa municipal de organização de eventos Promotorres.[carece de fontes?]
Nos corsos participam os carros alegóricos, os grupos de desfile, as matrafonas (homens mascarados de mulher) e os cabeçudos, acompanhados pelos Zés-Pereiras. Os populares associam-se também à folia, maioritariamente mascarados, e desfilam nos espaços livres entre os carros alegóricos e os grupos de desfile. O Rei e Rainha do Carnaval são sempre dois homens, um deles vestido de mulher.
A interação entre o público e os mascarados é em grande parte feita através do arremesso dos cocotes (uma pequena bola de papel de seda, atada com uma fita e contendo no seu interior graínhas de uva seca, atualmente produzida com restos de serradura e raspas de borracha). Na sexta-feira sai o corso das escolas: desfilam pelas ruas as crianças das escolas primárias e secundárias, com mascaras elaboradas nas escolas. Sábado à noite é dada ainda a oportunidade a todos os grupos que se mascarem e participem na festa do desfile de grupos de mascarados. A música é também toda ela local, tentando manter as raízes portuguesas. O toca a andar é um veiculo fabricado pela câmara, para fazer de palco móvel à banda torrenense Improviso Jazz que anima o Carnaval com música brasileira e portuguesa.

## Datas móveis
- 2024 - 13 de fevereiro[78]
- 2025 - 4 de março[79]
- 2026 - 17 de fevereiro[80]
- 2027 - 9 de fevereiro[81]
- 2028 - 29 de fevereiro[82]

## Outros carnavais
- O carnaval  de Canas de Senhorim tem perto de 400 anos e tradições únicas como os Pizões, as Paneladas, Queima do Entrudo, Despique entre outras.
- Nos Açores, mais propriamente na ilha Terceira, reside uma das formas mais peculiares do Carnaval em Portugal, as Danças e Bailinhos de Carnaval. Esta tradição, tida como a maior manifestação de teatro popular em Portugal, remonta ao tempo dos primeiros povoadores e reflete um estilo teatral bem ao jeito dos Autos vicentinos.[carece de fontes?]
- Alguns carnavais como o de Ovar, da Madeira[10] têm forte inspiração no atual Carnaval do Rio de Janeiro.[10] Desses locais saíram a maioria dos imigrantes que haveriam de levar a tradição do Carnaval para o Brasil e com ele voltaram novas tradições.[10]
- Em todos os desfiles de carnaval do país existem também um padrinho e uma madrinha que apadrinham esses mesmos desfiles, desfilando pelas ruas do local. Antes do carro alegórico dos padrinhos existem também escolas de samba que atuam atrás de outros carros alegóricos nas ruas de um determinado sítio onde é organizada a festa.[carece de fontes?]